# Hoceinia
Hoceinia est une commune du centre de l'Algérie située dans la Wilaya de Aïn Defla.

## Géographie
Hoceinia est une commune du centre-ouest de l'Algérie située 105 km vers l'ouest de la capitale Alger.
Traversée par deux grands axes routiers la RN4 et l'A1, Hoceinia occupe un site stratégique car elle reliée 04 wilaya : Blida (55km), Médéa (48km), Tipaza (58km) et Ain Defla (58km).
Hoceinia est limitée par les communes de Boumedfaa, Djendel, Ain Soltane, Ain torki et Ain Beniane

## Histoire
- Dite Bouhalouane ou Berez pendant l'époque coloniale.
- 1962-1984 : Le village appartient administrativement à la commune de Boumedfaa.
- 1984 : Rétablie au rang de commune sous le nom de Hoceinia
- "Hoceinia" est le nom d'un troupe de moudjahidins actif dans la région pendant la guerre de libération (1954-1962).
- 1998 : Elle compte 7617 habitants